# 安仁县
安仁县位于中华人民共和国湖南省东南部，为郴州市下辖的一个县。全境处罗霄山脉西麓，辖域总面积为1,478平方公里，位居全省县市的第72位。常住人口40.02万人，县人民政府駐永乐江镇。

## 经济
2011年，全县GDP总量43.77亿元，财政总收入28,483万元，其中地方财政收入16,993万元。全年农村居民人均纯收入2,752元，城镇居民人均可支配收入14,223元。

## 人口
2020年11月第七次人口普查，全县户籍人口46.48万人，常住人口351927人（其中城镇人口18.96万人，乡村人口21.06万人），城镇化率47.38%。
2010年，全县常住人口382,920人（2010普查），居全省第58位。

## 行政区划
安仁县下辖5个镇、8个乡：
安平镇、龙海镇、灵官镇、永乐江镇、金紫仙镇、龙市乡、渡口乡、华王乡、牌楼乡、平背乡、承坪乡、竹山乡和洋际乡。
1983年2月8日，安仁县划属株洲市管辖，同年7月13日又划回郴州地区。
2012年4月区划调整前，全县辖6镇15乡共计21乡镇。2012年4月，清溪镇、禾市乡、排山乡、军山乡、城关镇成建制合并，设立永乐江镇，区划调整后5镇12乡共计17个乡镇。

## 政治

### 现任领导
| 机构     | 安仁县人民政府 县长 | · 中国共产党 · 安仁县委员会 · 书记 | 安仁县人民代表大会 常务委员会 主任 | · 中国人民政治协商会议 · 安仁县委员会 · 主席 |
| -------- | ------------------- | ---------------------------------- | ---------------------------------- | -------------------------------------------- |
| 姓名     | 黄力                | 王洪灿                             | 龙之美                             | 蒋尚庭                                       |
| 民族     | 汉族                | 汉族                               | 汉族                               | 汉族                                         |
| 出生地   | 湖南省郴州市苏仙区  | 湖南省永州市                       | 湖南省安仁县                       |                                              |
| 出生日期 | 1971年8月（53歲）   | 1979年7月（45歲）                  |                                    |                                              |
| 就任日期 | 2021年6月           | 2021年5月                          | 2021年10月                         | 2021年10月                                   |

## 交通
- 吉衡铁路在安仁设安仁站和禾市站，其中安仁站为客运站，2014年7月1日开通。
- 240国道过境。